# Saison 2 de Sur écoute
Chronologie
Saison 1 Saison 3
Cet article présente le guide de la deuxième saison de la série Sur écoute (The Wire), Cette saison contient 12 épisodes, diffusés sur la chaîne américaine HBO du 1er juin au 24 août 2003. Cette saison inclut de nouveaux personnages comme les dockers du port de Baltimore et une organisation criminelle internationale contrôlée par un homme dont on ne connait que le surnom : « le grec ». En parallèle de ces nouveaux évènements, la série continue à s'intéresser au sort de l'organisation criminelle du clan Barksdale et à celui des services de police de la ville de Baltimore.

## Déroulement de l'intrigue

### Le port, centre névralgique d'un vaste réseau de contrebande
L'intrigue de la première saison était concentrée sur le trafic de drogue mis en place par le clan Barksdale. À cette intrigue s'ajoutent les évènements qui se déroulent au port. La série s'intéresse au port comme plateforme de multiples trafics en tout genre. Cette saison met notamment en scène un groupe de dockers qui est tantôt complice de ce trafic, tantôt victime des trafics qui se déroulent à leur insu.
Du côté des policiers, le détective McNullty a été affecté par son ancien commandant à la brigade marine qui patrouille sur le fleuve Patapsco. Il en veut à son ancien commandant de l'avoir affecté à cette mission qui ne lui plait pas du tout. La découverte du cadavre d'une jeune fille dérivant dans l'estuaire et celle, plus tard, des cadavres de 13 jeunes filles mortes asphyxiées dans un conteneur va toutefois rapprocher McNullty de son ancienne équipe. En effet, McNullty a tout fait pour que son affaire (celle du corps de la jeune fille à la dérive) soit reliée à celle des jeunes filles asphyxiées dans le conteneur.
Pendant ce temps, le Major Stan Valchek va confier au lieutenant Cedric Daniels le soin de mettre en place une brigade chargée d'enquêter en profondeur sur les activités du syndicat de dockers. Il est animé par une rancune personnelle contre Franck Sobotka, délégué du syndicat des dockers du port et membre comme lui de la communauté américano-polonaise. La mission de l'équipe dirigée par le Lt Daniels (à peu près la même que celle qui a enquêté sur l'affaire Barksdale) est de prouver l'implication supposée du syndicat de Dockers dans un réseau de contrebande internationale. La mission du lieutenant Daniels va peu à peu dériver, pour se focaliser sur le réseau international et non sur les dockers, au grand dam du Major Valchek.
À la tête du syndicat des dockers, Franck Sobotka tente de redonner un nouveau souffle à l'activité portuaire en convainquant des membres de la classe politique de réaliser des investissements nécessaires à la reprise de l'activité. Pour exercer ses activités de lobbying, le syndicat a besoin de fonds importants. C'est ainsi que Sobotka devient impliqué dans un réseau de contrebande, en permettant l'introduction sur le territoire de certains conteneurs dans le cadre d'un trafic de drogue et de jeunes filles destinées à intégrer un réseau de prostitution. Autour de lui, son neveu Nicholas et son fils Ziggy basculent aussi dans la criminalité, trouvant là une opportunité pour gagner de l'argent rapidement.
Pour les policiers, il apparait clair que l'affaire des jeunes filles asphyxiées dans le conteneur est liée au réseau de contrebande internationale. Ils mettent au point un nouveau dispositif d'écoutes téléphoniques pour infiltrer la chaîne de commandement de l'organisation, en espérant parvenir jusqu'au « Grec », le mystérieux chef de l'organisation. Mais le Major Valchek, déçu que l'enquête délaisse le cas Sobotka pour s'intéresser au réseau, demande l'intervention du FBI. Le grec est alors prévenu par un agent corrompu de l'ouverture d'une enquête fédérale sur l'organisation.
Après une dispute dans le cadre d'un recel de marchandises volées, Ziggy, le fils de Franck Sobotka, est accusé du meurtre d'un des membres de l'organisation. Franck Sobotka est lui-même arrêté pour contrebande. Au cours de son interrogatoire, il accepte de collaborer avec la police afin d'éviter à son fils une trop longue peine de prison. Malheureusement, le grec est prévenu par l'agent du FBI des aveux de Sobotka, il le fait donc exécuter.
L'enquête s'achève par la résolution du meurtre des jeunes filles (le responsable de la tuerie avait en fait été éliminé à la demande du Grec, furieux de ce manque à gagner). Plusieurs trafiquants de drogues de niveau inférieur sont arrêtés, ainsi que plusieurs membres de l'organisation. Malheureusement, le Grec, et son bras droit, Spiros "Vondas" Vondopoulos parviennent à s'enfuir. L'agent Terrance Fitzhugh rencontre en catimini Daniels pour lui expliquer que la fuite venait du FBI, le Grec étant un informateur d'un agent de l'antiterrorisme.
Finalement, l'affaire est considérée comme un succès par la hiérarchie, notamment par le Major Valchek, ravi de l'arrestation de Sobotka. En revanche, les membres de la brigade dirigée par le Lieutenant Daniels, sont profondément déçus de l'issue de l'enquête, les dirigeants de l'organisation étant parvenus à passer au travers des mailles du filet. Ils ne sont, par exemple, même pas parvenu à mettre un nom derrière le sobriquet du "Grec".

### Le clan Barksdale privé de son chef
L'intrigue secondaire de cette saison concerne les évènements qui arrivent au clan Barksdale. Depuis l'emprisonnement du leader du clan, Avon Barksdale, c'est son bras droit Stringer Bell qui assure le commandement de l'organisation. D'Angelo Barksdale a écopé d'une lourde peine (20 ans) car il a été convaincu par sa mère et par Avon, de ne pas collaborer avec la police. Ceci sera son dernier sacrifice ; il choisit en effet de se reconstruire en prison, loin du clan et de ses intrigues.
Stringer Bell, qui craint que D'Angelo ne passe aux aveux, décide, à l'insu d'Avon, de faire exécuter D'Angelo et de maquiller ce meurtre en suicide. Avon, qui ne se doute pas du double jeu de Stringer Bell, pleure la perte de son neveu.
Avon emprisonné, c'est Stringer Bell qui est, seul, chargé de la gestion du clan. Il se retrouve confronté à un grave problème d'approvisionnement. Après la perte de sa connexion, Stringer en trouve une nouvelle. Mais l'héroïne qu'on lui fournit est de mauvaise qualité et les junkies commencent à fuir le Westside, contrôlé par le clan Barksdale, pour aller s'approvisionner dans le Eastside, contrôlé par Proposition Joe. Stringer Bell est donc contraint de céder une part de son territoire, en l'occurrence deux des tours de la cité Franklin, en échange d'un approvisionnement en héroïne de qualité supérieure, celle-là même importée à Baltimore par l'organisation du « Grec » et de Spiros Vondas.
Avon, qui n'est pas au courant de l'accord passé entre Stringer Bell et Prop Joe, fait appel à un assassin new-yorkais redouté de tous, Frère Mouzone. Stringer Bell craint que l'intervention de Mouzone fasse voler en éclats son accord passé avec Prop Joe, a recours à un stratagème pour le faire éliminer. Il entre en contact avec Omar, et lui fait croire que frère Mouzone est le responsable de la mort et des terribles tortures infligées à son ancien amant, Brandon. Omar parvient alors à traquer Mouzone jusqu'à sa chambre d'hôtel, il lui met une balle dans le ventre (en prenant garde à ne pas lui infliger une blessure mortelle) et commence à l'interroger. Au cours de l'interrogatoire, la supercherie de Stringer Bell est révélée, Omar contacte alors les services d'urgences, avant de prendre la fuite. Frère Mouzone se rétablit à l’hôpital et Stringer Bell peut continuer son business avec Prop Joe, avec cette fois-ci l'aval d'Avon.  

## Épisodes

### Épisode 1:La marée basse
- États-Unis : 1er juin 2003 sur HBO

Jimmy McNulty est désormais affecté à la Brigade de surveillance de l'estuaire. Il découvre le corps d'une jeune fille dérivant dans la baie. La brigade criminelle de Rawls refuse dans un premier temps de prendre l'affaire en charge. Grâce à une enquête sur le mouvement des marées, McNulty établit que le meurtre a bien eu lieu sur le comté indépendant de Baltimore, l'enquête revient donc à la brigade criminelle de la police de Baltimore, pour le plus grand déplaisir de Rawls. Le procès de Bird approchant, Freamon et Bunk de la criminelle retrouvent Daniels, affecté aux archives, pour récupérer le dossier avec quelques difficulté. Greggs a quitté le terrain pour la saisie des dossiers le temps de passer ses études de juriste. Dans le clan Barksdale, Bodie revient bredouille d'une livraison et en fait part à Stringer Bell, nouveau chef du clan, qui le croit. En effet, le livreur en question à New York a été arrêté, et la connexion est supprimée.

### Épisode 2:Dommage collatéral
- États-Unis : 8 juin 2003 sur HBO

Au port, l'inspecteur Beadie Russell ne sait pas à quelle agence l'enquête sur la mort des jeunes filles va être confiée. Le médecin légiste Frazier établit que les jeunes filles sont mortes par suffocation. Toutefois, la mort des jeunes filles apparait comme accidentelle. Mais plus tard, McNulty, informé de l'affaire, décide de mener des investigations. Il comprend très vite que la fille retrouvée morte dans l'eau est liée aux autres dans le conteneur et que l'aération du conteneur a été volontairement écrasé, ces morts n'étant finalement pas accidentelles. Rawls, devenu colonel, refuse dans un premier temps de ne pas prendre l'affaire en main pour éviter de baisser ses statistiques, mais c'est sans compter sur McNulty qui prouve que les jeunes filles étaient mortes dans sa circonscription. D'abord reconnaissant envers McNulty, Bunk et Freamon vont vite déchanter : Rawls leur confie l'affaire sous prétexte qu'ils sont les meilleurs éléments de la brigade ! Les deux enquêteurs prennent contact avec Russell et tous trois se rendent à Philadelphie pour interroger l'équipage du bateau...
Franck Sobotka, qui avait jusque là fermé les yeux sur les conteneurs à détourner, vient se plaindre au Grec et son subordonné Spiros Vondas. Mais l'équipe de Sobotka a un autre souci : Valchek envoie ses hommes pour verbaliser le syndicat. En représailles, ils volent son véhicule de surveillance pour l'envoyer faire un tour du monde en conteneur. Valchek fait pression sur Burrell, bientôt préfet de police, pour avoir un nouveau détachement, dans lequel fait partie Prez, le beau-fils de Valchek. Ziggy, le fils de Franck, branche son cousin dans des affaires de livraisons louches du Grec. Pendant ce temps, le lieutenant Cedric Daniels annonce à sa femme son désir de démissionner de la police pour se consacrer à une carrière de juriste.

### Épisode 3:Dose mortelle
- États-Unis : 15 juin 2003 sur HBO

Les interrogatoires de l'équipage du bateau à Philadelphie n'ont rien donné. Russel, Bunk et Freamon commencent à découvrir un véritable trafic de proxénètes sur la Côte Est après que les adresses de provenance des conteneurs contenant les filles au Havre et en Bretagne en France trouvées sont fausses. McNulty suit également ces investigations, voulant trouver les identités des victimes. Mais le policier reçoit les documents de séparation à l'amiable par sa femme Helena.
Valchek apprend le vol de son véhicule de surveillance par les dockers qui le narguent, et, après que Prez lui a rapporté que le détachement ne fait rien, retourne voir Burrell pour changer son équipe. Frank Sobotka tente de favoriser sa politique en faveur de l'élargissement du canal du port en versant des pots-de-vin aux autorités de la Ville. Nick doit trouver de l'argent pour subvenir aux besoins de sa femme et de sa petite fille. Il va rejoindre son cousin Ziggy et d'autres dockers afin de détourner de nouveaux conteneurs pour les Grecs. Omar et sa bande sont de retour dans la place.

### Épisode 4:Sacrées affaires
- États-Unis : 22 juin 2003 sur HBO

Plusieurs détenus (dont cinq morts) ont été empoisonné par de la drogue coupée à de la mort-aux-rats, dû à la livraison « spéciale » demandée par Avon à l'insu de Stilghman. L'administration pénitentiaire mène l'enquête. D'Angelo se confronte à Avon et lui demande de ne plus l'approcher puisqu'il se retire définitivement du business. Avon négocie en parallèle un accord afin de réduire sa propre peine de prison. Grâce à cela, le gardien Stilghman est dénoncé et arrêté, Stringer l'ayant piégé entre-temps. Pendant ce temps, la drogue que reçoit Stringer Bell est de mauvaise qualité, ce qui va décevoir les consommateurs. Sobotka châtie son fils et son neveu au sujet de leur contrebande non autorisée avec les Grecs et défend ses propres affaires illicites comme un moyen de sauver le port. Ziggy continue lui de profiter de sa nouvelle richesse, attirant les attentions. Bousculé par l'impressionnant Maui, Ziggy se venge contre lui à sa façon.

### Épisode 5:Envers et contre tous
- États-Unis : 29 juin 2003 sur HBO

Ziggy essaye de vendre sa drogue en direct à Baltimore Est mais il se fait tabasser et incendier sa voiture par la bande de Cheese. Nick tente de venir en aide à son cousin mais sans succès. La famille de Nick cherche une maison, mais n'ont pas d'argent et Nick décide de continuer les livraisons du Grec. Bunk et Russell convoquent les dockers, mais n'en tirent rien. À la suite de cela, Sobotka cherche à rencontrer son commanditaire dit "le Grec" mais ce dernier refuse de le voir, ce qui le rend méfiant malgré un triplement de son paiement.
Le détachement de Daniels est rejoint par Carver (malgré sa trahison sur l'enquête précédent) et Freamon. Daniels intensifie son enquête sur les trafics au port, Herc s'infiltre dans la rue parmi les dealers blancs sous la surveillance de Greggs et Carver. De son côté, McNulty va voir les fédéraux, puis le bureaux de l'immigration pour en savoir plus sur les victimes, en vain. Cependant, le policier a retrouvé Omar grâce à Bubbles et le prépare pour le procès.
Russell tente de convaincre son ex-petit ami Maui d'être son informateur. Celui-ci refuse, mais lui fait comprendre que tout leur travail se fait sur les ordinateurs. Sobotka montre à Russell et Bunk le système informatique de gestion des conteneurs des docks, mais constatent des failles dans le système. Les deux enquêteurs décident de rejoindre le détachement de Daniels, tout en continuant de travailler pour la crim, pour pirater les ordinateurs des docks afin de suivre précisément les conteneurs "disparus".

### Épisode 6:Tour de passe-passe
- États-Unis : 6 juillet 2003 sur HBO

Les inspecteurs de Daniels cherchent à comprendre la source de l'argent du syndicat et surveillent les mouvements des conteneurs.
D'Angelo décide de prendre définitivement ses distances envers sa famille. Stringer décide régler un problème définitivement. Il fait assassiner D'Angelo en faisant passer pour un suicide
Nick demande de l'aide aux Grecs pour aider son cousin Ziggy, menacé par les dealers de l’Est. Proposition Joe accepte de rembourser le désagrément de Cheese à Nick.
Sobotka, qui décrit ses plans pour l'aménagement futur du port de Baltimore, éveille les soupçons de ses collègues syndicaux à propos de la source de ses revenus.

### Épisode 7:Retour aux sources
- États-Unis : 13 juillet 2003 sur HBO

"T'en fais pas mon gars, t'es toujours en vie" - Horseface
Rawls tente de persuader Daniels de prendre à sa charge les quatorze homicides de Jane Doe, mais sans succès. Lester Freamon a passé beaucoup de temps à comprendre le fonctionnement du système informatique du port et découvre enfin comment disparaissent les conteneurs. Alors que la filature et les écoutes continuent sur le trafic de conteneurs du port de Baltimore, Freamon et Russell suivent un conteneur jusqu'à l'entrepôt des Grecs et surprennent ensemble Sergei Malatov et Proposition Joe.
McNulty abandonne l'affaire de retrouver l'identité des victimes et Helena refuse de se remettre avec lui.

### Épisode 8:On fait le mort
- États-Unis : 27 juillet 2003 sur HBO

"Comment ça se fait qu'ils ne s'envolent pas" - Ziggy
McNulty, largué par son ex-femme, retombe dans ses habitudes de consommation d'alcool et en sombre dans la dépression. Daniels retourne voir Rawls pour le convaincre définitivement de le laisser prendre McNulty dans son équipe, ayant besoin de lui pour la faire progresser. Ainsi, McNulty sort de sa dépression en retournant au travail. 

### Épisode 9:La balle perdue
- États-Unis : 3 août 2003 sur HBO

Au cours d’une dispute entre deux gangs de la drogue, un enfant meurt d’une balle perdue, ce qui provoque une intervention musclée des forces de l’ordre devant la presse. Les trafiquants doivent faire profil bas. Bodie, ayant participé à l'affrontement, est chargé de se débarrasser des armes dans le port, mais il se fait arrêter plus tard à la suite d'une malchance. Néanmoins, les policiers le laissent repartir, n'ayant finalement rien contre lui. Pendant ce temps, Stringer accepte le deal avec Proposition Joe mais en se passant de l’accord d’Avon. Ce dernier, toujours en prison, embauche un tueur à gage, Frère Mouzone, afin de chasser les dealers rivaux de « son » territoire. Nick prend une place croissante dans le trafic d’héroïne en traitant en direct avec les Grecs, ce qui rend Ziggy furieux car, en drogue aussi, il s’avère moins brillant que son cousin. Ziggy décide se lancer dans les livraisons de voitures volées avec George Glekas. 

### Épisode 10:État d'alerte
- États-Unis : 10 août 2003 sur HBO

Les luttes de pouvoir au sein du syndicat des dockers s’intensifient alors que Sobotka a toujours la ferme intention de briguer un nouveau mandat de délégué malgré un accord de longue date. Ziggy conduit son propre business en détournant des voitures des docks mais, au moment de se faire payer, Glekas réduit de moitié la paye originellement convenue. Ziggy est furieux et tire sur Glekas ainsi que son employé grec. Incapable de conduire, il se rend compte de son acte et avoue tout à la police. Nick est le premier au courant de l’arrestation de son cousin et court prévenir son oncle. A la fois furieux et inquiet, Sobotka doit trouver une solution pour aider son fils. Greggs va bientôt avoir un enfant avec sa petite amie. Prez frappe son beau-père Valchek 

### Épisode 11:Mauvais rêves
- États-Unis : 17 août 2003 sur HBO

L'équipe de Daniels se lance dans une série de perquisitions et d'arrestations, mais l'équipe du Grec a déjà fait le ménage. La perquisition de la police dans la maison des parents de Nick permet de découvrir de grandes quantités d'argent et d'héroïne, mais Nick lui-même échappe à l'arrestation. Daniels apprend tardivement l'incarcération de Ziggy Sobotka pour meurtre. Frank Sobotka est arrêté lorsque le FBI débarque dans les bureaux du syndicat, et Valchek triomphe personnellement en livrant Sobotka à la presse. Pendant ce temps, Stringer manipule Omar pour qu'il aille tuer le Frère Mouzone. Omar tire sur Mouzone mais se rend compte de son erreur et le laisse vivant.

### Épisode 12:Port dans la tourmente
- États-Unis : 24 août 2003 sur HBO

Frank Sobotka est assassiné par le Grec. Les dockers se rassemblent autour du cadavre flottant de Sobotka tiré de l'eau. Anéanti par la mort de son oncle, Nick décide de se livrer à la police et de dire tout ce qu'il sait. Il est placé sous protection de témoin avec sa famille. Entre-temps, Daniels défend Prez auprès de Valchek et Freamon reçoit les photos du cadavre du Turc sans mains et têtes. Carver et Herc, qui surveillaient la maison des parents de Nick sont furieux de ne pas avoir été prévenus de la reddition de Nick et quittent le détachement pour rejoindre l'unité du major Colvin.
Pendant ce temps, Stringer consolide, cette fois-ci avec l'accord d'Avon, son contrat avec Proposition Joe maintenant qu’il croit Frère Mouzone hors de portée. Proposition Joe lui annonce cependant un peu de retard dans la prochaine livraison en raison des déboires du Grec. Omar lui comprend que Stringer a voulu le manipuler et veut maintenant se venger. Pendant ce temps, Bubbles se fait arrêter pour avoir volé de la morphine dans une ambulance. Il évite néanmoins la prison en balançant à Greggs et McNulty l'alliance entre Proposition Joe et Stringer Bell. 
Le Grec et Vandas, ne pouvant plus empêcher Nick de parler, renoncent à le poursuivre et décident de quitter Baltimore au plus vite. Ils laissent derrière eux une cargaison qui sera saisie et une connexion mise en pause avec Proposition Joe. Grâce au témoignage de Nick, Serge est arrêté pour son implication dans l'assassinat du Turc. Celui-ci explique aux enquêteurs les raisons de la mort du Turc, résolvant ainsi les meurtres des quatorze jeunes femmes. Mais l'enquête se termine amèrement pour l'équipe de Daniels, car Vondas et le Grec sont hors d'atteinte et dont on ignore leurs véritables identités. L'agent Fitzhugh rencontre en catimini Daniels pour lui expliquer que la fuite qu'il avait découvert un plus plus tôt dans l'épisode venait du FBI, le Grec étant un informateur d'un agent de l'antiterrorisme, Kourtis.